# Comme si j'étais là...
Albums de Dalida
Ėté 90 - Let me dance
(1990) À ma manière
(1996)
Comme si j'étais là est le titre du premier album entièrement réorchestré de Dalida, paru en 1995.
À l'arrière de la jaquette, l'album est commenté ainsi : "A l'écoute de ce nouvel opus, on a l'impression que Dalida a réenregistré toutes les chansons qui le compose. Grâce à une technique révolutionnaire, la structure initiale de chaque chanson a pu être modifiée avec de nouveaux arrangements, et de nouvelles rythmiques sans jamais trahir l'artiste. La voix de Dalida s'y adapte parfaitement, et elle est encore plus belle, si possible. Ce n'est surtout pas un remix!, mais une première dans l'histoire de la chanson. L'album permettra à ses admirateurs de retrouver Dalida."
Comme pour chacun des albums réorchestrés, une ou deux chansons seront entièrement créées pour être une nouveauté. Ici, Comme si j'étais là et Jusqu'au bout du rêve (en duo avec Indra), seront les inédits.
La plage titulaire est créée sur ce le principe d'extraits d'interviews ou la voix de la chanteuse se pose sur une musique actuelle. Jusqu'au bout du rêve est une chanson créée à partir de Monday Tuesday où Dalida chante en duo avec Indra.
La sortie de l'album est soutenue par une campagne de publicité intensive dans les médias, à la télévision et en radio. Les chansons étant calibrées pour les dancefloors, Orlando organise le lancement de l'album au Queen de Paris, où beaucoup d'artistes sont invités.

## Face A
1. Comme si j'étais là - 2 min 02 s
2. Prélude 34 s
3. Besame mucho - 4 min 35 s
4. Jusqu'au bout du rêve - 4 min 48 s (avec la participation exceptionnelle d'Indra)
5. Il venait d'avoir 18 ans - 3 min 09 s
6. Salma Ya Salama - 5 min 10 s
7. J'attendrai - 4 min 52 s

## Face B
1. Le lambeth walk - 3 min 58 s
2. Les feuilles mortes - 5 min 00 s
3. Rio do Brasil 4 min 31 s
4. Ti amo - 4 min 16 s
5. Génération Dalida - 5 min 50 s (avec la participation de Chico and the Gipsies)
6. Mourir sur scène - 5 min 27 s

## Bonus tracks CD
1. Salma Ya Salama (version égyptienne) - 5 min 10 s
2. Laissez-moi danser (monday tuesday) - 5 min 52 s

## Singles
- Jusqu'au bout du rêve / Génération Dalida - (maxi vinyle)
- Jusqu'au bout du rêve (radio edit) / Jusqu'au bout du rêve (club mix)/Laissez-moi danser - (cd 3 titres non commercialisé)
- Besame mucho / Génération Dalida (radio edit 5 min 01 s) - (cd 2 titres)
- Laissez-moi danser (new version) / Besame mucho / Génération Dalida - (maxi vinyle)

## Certification
| Pays   | Association | Certification | Ventes/Équivalence |
| ------ | ----------- | ------------- | ------------------ |
| France | SNEP        | 2x or         | 200 000            |

## À noter
L'album a été édité une première fois avec le logo de la chanteuse gravé sur le boitier CD dans une couleur rose. Il a été par la suite réédité en bleu sans être gravé sur la boitier CD. Une version italienne de la chanson Il venait d'avoir 18 ans a également été créée pour une commercialisation en Italie. Un clip vidéo a été créé pour l'exploitation de Jusqu'au bout du rêve.